# Рапля (приток Пчёвжи)
Рапля — река на территории России, протекает по Тихвинскому району Ленинградской и Любытинскому району Новгородской области.

## География и гидрология
Устье реки находится в 107 км по правому берегу реки Пчёвжи. Длина реки составляет 44 км, площадь водосборного бассейна 469 км².
Система водного объекта: Пчёвжа → Волхов → Ладожское озеро → Нева → Балтийское море.

## Данные водного реестра
По данным государственного водного реестра России относится к Балтийскому бассейновому округу, водохозяйственный участок реки — Волхов, речной подбассейн реки — Волхов. Относится к речному бассейну реки Нева (включая бассейны рек Онежского и Ладожского озера).
Код объекта в государственном водном реестре — 01040200612102000019094.